# Рид, Гэри
Гэри Рид (англ. Gary Reed; род. 25 октября 1981; Корпус-Кристи, США) — канадский бегун на средние дистанции. Специализировался в беге на 800 метров. Профессиональную карьеру начал в 2003 году, когда выступил на чемпионате мира в Париже. На Олимпийских играх 2004 года не смог выйти в финал, заняв лишь 7-е место в полуфинале. На мировом первенстве в Хельсинки занял 8-е место. Серебряный призёр чемпионата мира 2007 года. Занял 4-е место на Олимпиаде в Пекине. Серебряный призёр всемирного легкоатлетического финала 2009 года. Личный рекорд в беге на 800 метров — 1.43,68.
Завершил спортивную карьеру в 2010 году. В настоящее время проживает в Виктории.